# Administration territoriale de l'Abitibi-Témiscamingue
Le palier supra-local de l'administration territoriale de l'Abitibi-Témiscamingue regroupe 4 municipalités régionales de comté et le territoire équivalent de Rouyn-Noranda.
Le palier local est constitué de 64 municipalités locales, 10 territoires non organisés et 4 réserves indiennes pour un total de 78 entités territoriales.

## Palier supra-local
| Nom               | Chef-lieu   | Population 2021 | Superficie terrestre km2 | Densité hab./km2 |
| ----------------- | ----------- | --------------- | ------------------------ | ---------------- |
| Abitibi           | Amos        | 24 764          | 7 679,36                 | 3,22             |
| Abitibi-Ouest     | La Sarre    | 20 526          | 3 334,92                 | 6,15             |
| La Vallée-de-l'Or | Val-d'Or    | 43 347          | 24 292,04                | 1,78             |
| Rouyn-Noranda*    |             | 42 313          | 6 009,86                 | 7,04             |
| Témiscamingue     | Ville-Marie | 16 132          | 19 154,1                 | 0,84             |
| Région            | Région      | 147 082         | 64 663                   | 2,27             |

Il existe une Conférence des préfets de l’Abitibi-Témiscamingue.

## Palier local

### Municipalités
| Nom                         | Désignation                  | Superficie km2 | Population 2021 | MRC               | Code géographique |
| --------------------------- | ---------------------------- | -------------- | --------------- | ----------------- | ----------------- |
| Amos                        | Ville                        | 427,76         | 12 675          | Abitibi           | 2488055           |
| Authier                     | Municipalité                 | 143,42         | 290             | Abitibi-Ouest     | 2487050           |
| Authier-Nord                | Municipalité                 | 279,94         | 288             | Abitibi-Ouest     | 2487100           |
| Barraute                    | Municipalité                 | 507,79         | 1 986           | Abitibi           | 2488022           |
| Béarn                       | Municipalité                 | 501,79         | 708             | Témiscamingue     | 2485020           |
| Belcourt                    | Municipalité                 | 411,05         | 219             | La Vallée-de-l'Or | 2489050           |
| Belleterre                  | Ville                        | 551,02         | 285             | Témiscamingue     | 2485065           |
| Berry                       | Municipalité                 | 579,95         | 535             | Abitibi           | 2488070           |
| Champneuf                   | Municipalité                 | 242,73         | 94              | Abitibi           | 2488005           |
| Chazel                      | Municipalité                 | 133,96         | 254             | Abitibi-Ouest     | 2487095           |
| Clermont                    | Municipalité de canton       | 157,45         | 484             | Abitibi-Ouest     | 2487110           |
| Clerval                     | Municipalité                 | 130,93         | 373             | Abitibi-Ouest     | 2487075           |
| Duhamel-Ouest               | Municipalité                 | 128,2          | 945             | Témiscamingue     | 2485030           |
| Duparquet                   | Ville                        | 123,57         | 716             | Abitibi-Ouest     | 2487005           |
| Dupuy                       | Municipalité                 | 121,6          | 940             | Abitibi-Ouest     | 2487085           |
| Fugèreville                 | Municipalité                 | 167,6          | 326             | Témiscamingue     | 2485055           |
| Gallichan                   | Municipalité                 | 73,89          | 488             | Abitibi-Ouest     | 2487020           |
| Guérin                      | Municipalité de canton       | 208,39         | 333             | Témiscamingue     | 2485095           |
| Kipawa                      | Municipalité                 | 47             | 446             | Témiscamingue     | 2485010           |
| La Corne                    | Municipalité                 | 332,26         | 778             | Abitibi           | 2488030           |
| Laforce                     | Municipalité                 | 587,4          | 266             | Témiscamingue     | 2485070           |
| La Morandière               | Municipalité                 | 425,38         | 205             | Abitibi           | 2488015           |
| La Motte                    | Municipalité                 | 216,05         | 478             | Abitibi           | 2488045           |
| Landrienne                  | Municipalité de canton       | 277,47         | 897             | Abitibi           | 2488035           |
| La Reine                    | Municipalité                 | 97,93          | 307             | Abitibi-Ouest     | 2487080           |
| La Sarre                    | Ville                        | 148,5          | 7 358           | Abitibi-Ouest     | 2487090           |
| Latulipe-et-Gaboury         | Municipalité de cantons unis | 298,3          | 320             | Témiscamingue     | 2485060           |
| Launay                      | Municipalité de canton       | 259,22         | 211             | Abitibi           | 2488080           |
| Laverlochère-Angliers       | Municipalité                 | 399,038        | 947             | Témiscamingue     | 2485052           |
| Lorrainville                | Municipalité                 | 87,2           | 1 286           | Témiscamingue     | 2485037           |
| Macamic                     | Ville                        | 202,7          | 2 744           | Abitibi-Ouest     | 2487058           |
| Malartic                    | Ville                        | 148,85         | 3 355           | La Vallée-de-l'Or | 2489015           |
| Moffet                      | Municipalité                 | 431,36         | 206             | Témiscamingue     | 2485075           |
| Nédélec                     | Municipalité de canton       | 372,7          | 340             | Témiscamingue     | 2485100           |
| Normétal                    | Municipalité                 | 55,68          | 778             | Abitibi-Ouest     | 2487115           |
| Notre-Dame-du-Nord          | Municipalité                 | 89,6           | 1 090           | Témiscamingue     | 2485090           |
| Palmarolle                  | Municipalité                 | 117,98         | 1 386           | Abitibi-Ouest     | 2487025           |
| Poularies                   | Municipalité                 | 168,2          | 662             | Abitibi-Ouest     | 2487035           |
| Preissac                    | Municipalité                 | 506,29         | 914             | Abitibi           | 2488090           |
| Rapide-Danseur              | Municipalité                 | 175,56         | 380             | Abitibi-Ouest     | 2487010           |
| Rémigny                     | Municipalité                 | 990,7          | 287             | Témiscamingue     | 2485105           |
| Rivière-Héva                | Municipalité                 | 426,17         | 1 495           | La Vallée-de-l'Or | 2489010           |
| Rochebaucourt               | Municipalité                 | 184,95         | 146             | Abitibi           | 2488010           |
| Roquemaure                  | Municipalité                 | 120,86         | 409             | Abitibi-Ouest     | 2487015           |
| Rouyn-Noranda               | Ville                        | 6 009,86       | 42 313          | *                 | 2486042           |
| Saint-Bruno-de-Guigues      | Municipalité                 | 186,46         | 1 185           | Témiscamingue     | 2485045           |
| Saint-Dominique-du-Rosaire  | Municipalité                 | 482,89         | 434             | Abitibi           | 2488065           |
| Saint-Édouard-de-Fabre      | Municipalité de paroisse     | 216,3          | 671             | Témiscamingue     | 2485015           |
| Saint-Eugène-de-Guigues     | Municipalité                 | 116,1          | 458             | Témiscamingue     | 2485085           |
| Saint-Félix-de-Dalquier     | Municipalité                 | 113,57         | 1 026           | Abitibi           | 2488060           |
| Saint-Lambert               | Municipalité de paroisse     | 101,3          | 191             | Abitibi-Ouest     | 2487120           |
| Saint-Marc-de-Figuery       | Municipalité de paroisse     | 92,8           | 868             | Abitibi           | 2407025           |
| Saint-Mathieu-d'Harricana   | Municipalité                 | 106,71         | 770             | Abitibi           | 2488050           |
| Sainte-Germaine-Boulé       | Municipalité                 | 110,33         | 941             | Abitibi-Ouest     | 2487030           |
| Sainte-Gertrude-Manneville  | Municipalité                 | 320,64         | 793             | Abitibi           | 2488085           |
| Sainte-Hélène-de-Mancebourg | Municipalité de paroisse     | 68,71          | 410             | Abitibi-Ouest     | 2487070           |
| Senneterre                  | Municipalité de paroisse     | 568,88         | 1 202           | La Vallée-de-l'Or | 2489045           |
| Senneterre                  | Ville                        | 14 889,93      | 2 782           | La Vallée-de-l'Or | 2489040           |
| Taschereau                  | Municipalité                 | 250,72         | 898             | Abitibi-Ouest     | 2487042           |
| Témiscaming                 | Ville                        | 860,2          | 2 368           | Témiscamingue     | 2485005           |
| Trécesson                   | Municipalité de canton       | 197,1          | 1 232           | Abitibi           | 2488075           |
| Val-d'Or                    | Ville                        | 3 541,203      | 32 752          | La Vallée-de-l'Or | 2489008           |
| Val-Saint-Gilles            | Municipalité                 | 109,74         | 169             | Abitibi-Ouest     | 2487105           |
| Ville-Marie                 | Ville                        | 12,5           | 2 464           | Témiscamingue     | 2485025           |
| Total                       |                              | 40 414,33      | 147 082         |                   |                   |

### Territoires non organisés
| Nom                       | Superficie km2 | Population 2021 | MRC               | Code géographique |
| ------------------------- | -------------- | --------------- | ----------------- | ----------------- |
| Lac-Chicobi               | 720,82         | 161             | Abitibi           | 2488904           |
| Lac-Despinassy            | 1 861,81       | 21              | Abitibi           | 2488902           |
| Lac-Duparquet             | 114,82         | 0               | Abitibi-Ouest     | 2487902           |
| Lac-Granet                | 218,49         | 0               | La Vallée-de-l'Or | 2489912           |
| Lac-Metei                 | 71,92          | 0               | La Vallée-de-l'Or | 2489908           |
| Laniel                    | 540            | 89              | Témiscamingue     | 2485905           |
| Les Lacs-du-Témiscamingue | 12 179,3       | 10              | Témiscamingue     | 2485907           |
| Matchi-Manitou            | 164,95         | 0               | La Vallée-de-l'Or | 2489902           |
| Réservoir-Dozois          | 3 836,82       | 0               | La Vallée-de-l'Or | 2489910           |
| Rivière-Ojima             | 356,56         | 60              | Abitibi-Ouest     | 2487904           |
| Total                     | 20 065,49      | 331             |                   |                   |

### Réserves indiennes
| Nom         | Superficie km2 | Population 2021 | Division de recensement-Canada | Code géographique |
| ----------- | -------------- | --------------- | ------------------------------ | ----------------- |
| Kebaowek    | 0,27           | 326             | Témiscamingue                  | 2485802           |
| Lac-Simon   | 6,81           | 1 285           | La Vallée-de-l'Or              | 2489804           |
| Pikogan     | 2,74           | 540             | Abitibi                        | 2488802           |
| Timiskaming | 1 852          | 541             | Témiscamingue                  | 2485806           |
| Total       | 1 861,82       | 2 692           |                                |                   |